# 白陂乡
白陂乡，是中华人民共和国江西省抚州市崇仁县下辖的一个乡镇级行政单位。

## 行政区划
白陂乡下辖以下地区：
白陂村、城下村、赵家村、桃里村、笔架村和座陂村。